# Pimpinella korovinii
Pimpinella korovinii är en flockblommig växtart som beskrevs av Rudolf V. Kamelin. Pimpinella korovinii ingår i släktet bockrötter, och familjen flockblommiga växter. Inga underarter finns listade i Catalogue of Life.